# Zlatá stezka Českého ráje
Zlatá stezka Českého ráje je červeně značená turistická stezka spojující nejvýznamnější místa Českého ráje. Její celková délka je 119 km a její prvopočátky můžeme sledovat již ve 2. polovině 19. století při cestách Vojty Náprstka do Prachovských skal. Za své značení vděčí také vzniku Klubu českých turistů, který právě v Českém ráji začal značit první turistické stezky. Název Zlatá stezka s popisem trasy je poprvé zachycen v průvodci KČT z roku 1937.

## Místa na trase
- Mladá Boleslav
- Podlázky
- Michalovice
- Debř
- Josefův Důl
- Bakov nad Jizerou
- Malá Bělá
- Nová Ves u Bakova
- NPP Rečkov
- NS Klokočským lesem
- Kaple sv. Stafina na Klokočce
- Maníkovice
- Klášter Hradiště nad Jizerou
- Mnichovo Hradiště
- Zásadka
- Valečov
- Příhrazské skály
- NS Příhrazskými skalami
- Píčův statek
- Klamorna
- Drábské světničky
- Studený průchod
- Krásná vyhlídka
- Staré Hrady
- Příhrazy
- Srbsko
- Kost
- Podkost
- Prokopské údolí
- Libošovice
- PR Podtrosecká údolí
- Podsemínský most
- Podsemínský rybník
- Nebákov
- Nebákovský mlýn
- Troskovice
- Trosky
- Tachov
- Vidlák
- NS Podtrosecká údolí
- Hrubá Skála (zámek)
- Prachovna
- Hruboskalsko
- NS Hruboskalsko
- Arboretum Bukovina
- Vyhlídka na Kapelu
- Vyhlídka U Lvíčka
- Valdštejn
- Hlavatice
- Mašov
- Turnov
- NS Pojďme za vodou
- Hrubý Rohozec
- Dolánky u Turnova
- Dlaskův statek
- Bukovina
- Drábovna
- Voděrady
- Frýdštejn (hrad)
- Vranov
- Malá Skála
- Vranové 1.díl
- Boučkův statek
- Besedické skály
- Besedice
- Koberovy
- Hamštejn
- Hamštejnský vrch
- Prackovský vrch
- Kozákov
- NS Kozákov
- Komárov
- Skuhrov
- Rváčov
- Smetanova vyhlídka
- Košov
- Allainův kříž
- Tábor
- Tichánkova rozhledna
- Kyje
- Železnice
- NS Bitva u Jičína 29. 6. 1866
- Sedličky
- Valdštejnská lodžie
- Jičín

V minulosti trasa obsahovala úsek mezi Troskami a Prachovskými skálami. Kvůli těžbě sklářských písků u Hrdoňovic musel být tento úsek uzavřen. Dnes je přístupný zvláštní odbočkou ze Zlaté stezky:
- Holín
- Prachov
- Prachovské skály
- Pařez
- Loveč
- Mladějov
- Troskovice

## Trasy Klubu Českých turistů obsluhující Zlatou stezku
- 0020 (Sojovice -) Mladá Boleslav - Kost
- 0428 Kost - Svitačka
- 0433 Svitačka - Turnov
- 0436 Turnov - Frýdštejn
- 0346 Frýdštejn - Kozákov
- 0437 (Turnov -) Kozákov - Tábor (- Nová Paka)
- 0351 (Jilemnice -) Tábor - Jičín